# Blennerhassett
Blennerhassett és una concentració de població designada pel cens dels Estats Units a l'estat de Virgínia de l'Oest. Segons el cens del 2000 tenia 3.225 habitants.

## Demografia
Segons el cens del 2000, Blennerhassett tenia 3.225 habitants, 1.227 habitatges, i 996 famílies. La densitat de població era de 248,5 habitants per km².
Dels 1.227 habitatges en un 32,8% hi vivien nens de menys de 18 anys, en un 72,2% hi vivien parelles casades, en un 5,9% dones solteres, i en un 18,8% no eren unitats familiars. En el 16,9% dels habitatges hi vivien persones soles el 5,8% de les quals corresponia a persones de 65 anys o més que vivien soles. El nombre mitjà de persones vivint en cada habitatge era de 2,61 i el nombre mitjà de persones que vivien en cada família era de 2,91.
Per edats la població es repartia de la següent manera: un 24,1% tenia menys de 18 anys, un 5,9% entre 18 i 24, un 27,2% entre 25 i 44, un 29,8% de 45 a 60 i un 13% 65 anys o més.
L'edat mediana era de 41 anys. Per cada 100 dones de 18 o més anys hi havia 98,9 homes.
La renda mediana per habitatge era de 51.250 $ i la renda mediana per família de 56.513 $. Els homes tenien una renda mediana de 45.478 $ mentre que les dones 25.156 $. La renda per capita de la població era de 22.485 $. Entorn de l'1,8% de les famílies i el 2,2% de la població estaven per davall del llindar de pobresa.

## Poblacions més properes
El següent diagrama mostra les poblacions més properes.